# الحرب المكسيكية القذرة
الحرب المكسيكية القذرة (بالإسبانية: Guerra Sucia) هو مصطلح تم استخدامه من قبل المجلس العسكري أو الدكتاتورية العسكرية الوطنية للأرجنتين و يمثل هذا المصطلح الفترة التي عانت منها الأرجنتين من إرهاب الدولة المدعوم من قبل الولايات المتحدة من عام 1976 إلى 1983 والتي كانت تعتبر جزءًا مما يسمى بعملية كوندور، والتي لاحقت خلالها كلٌّ من القوات العسكرية الأمنية وفرق القتل اليمينية التي تتمثل بالتحالف الأرجنتيني ضد الشيوعية (وهي تعرف أيضًا باسم تريبل إيه أو إيه إيه إيه) كل المنشقين السياسيين وأي شخص يُعتقد بانتمائه للاشتراكية أو لليسارية البيرونية أو للحركة المونتونيرية. اختفى ما يقارب 9,000 إلى 30,000 شخصًا خلال هذه الفترة من الزمن، ولم يتم الإبلاغ رسميًا عن أغلبهم بسبب طبيعة الدولة الإرهابية. 
كانت ذريعة النظام الانقلابي هو محاربة النشاط المسلح للمونتونيريين والجيش الثوري الشعبي، إلا أن الهدف الحقيقي وراء عملية كوندور هو قمع كل من الطلاب والمكافحين والنقابيين والكتّاب والصحفيين والفنانين وأي مواطن يشتبه بكونه ناشطًا يساريًا، ومن ضمنهم العصابات البيرونية. تضمّن الأشخاص المختفون (وهم الضحايا الذين تعرضوا للخطف والتعذيب والقتل وأخفيت جثثهم من قبل الحكومة العسكرية) أولئك الذين يُعتقد بأنهم يشكلون خطرًا سياسيًا أو أيديولوجيًا على الحكومة العسكرية، أو مناهضًا للسياسات الاقتصادية النيوليبرالية والمفروضة من قبل عملية كوندور. قُتل هؤلاء كمحاولة من الحكومة العسكرية لقمع المعارضة الاشتراكية والسياسية. يقبع الكثير من أعضاء الحكومة العسكرية في السجن حاليًا بسبب ارتكابهم جرائم ضد الإنسانية وعمليات إبادة جماعية.

## الأحداث
تميزت الحرب برد فعل عنيف ضد الحركة الطلابية النشطة في أواخر الستينيات والتي انتهت بمذبحة تلاتيلولكو في مظاهرة طلابية عام 1968 في مكسيكو سيتي، ادعى فيها 30 إلى 300 (وفقًا للتقارير الرسمية ؛ تزعم مصادر غير حكومية قُتل عدد القتلى بالآلاف من الطلاب، وفي مذبحة كوربوس كريستي، مذبحة الطلاب المتظاهرين في مكسيكو سيتي في 10 يونيو 1971.
كانت هناك عدة مجموعات بالكاد مرتبطة ببعضها تقاتل الحكومة خلال هذه الفترة. من بين الأهم، كانت رابطة الشيوعيين في 23 سبتمبر في طليعة الصراع، ونشطت في العديد من المدن في جميع أنحاء المكسيك، مستمدة بشدة من المنظمات الطلابية المسيحية الاشتراكية والماركسية. ونفذوا مواجهات مع قوات الأمن المكسيكية وعدة عمليات خطف وحاولوا خطف مارغريتا لوبيز بورتيلو، شقيقة الرئيس. في غيريرو، كان حزب الفقراء، الذي يقاتل ظاهريًا ضد إفلات أصحاب الأرض من العقاب وممارسات الشرطة القمعية في المناطق الريفية، بقيادة المعلم السابق لوسيو كابانياس ؛ قاموا بنصب كمائن للجيش وقوات الأمن واختطاف حاكم غيريرو المنتخب.تسبب تشريع الأحزاب السياسية اليسارية في عام 1978 إلى جانب العفو عن المقاتلين المسجونين والمسلحين بشكل عام في إنهاء عدد من المقاتلين لصراع المسلحين ضد الحكومة. ومع ذلك، استمرت بعض الجماعات في القتال، وذكرت اللجنة الوطنية لحقوق الإنسان أن الأعمال العدائية استمرت في عام 1982.
في يونيو 2002، قام تقرير تم إعداده لـ Vicente Fox، أول رئيس ليس من الحزب الثوري المؤسسي منذ 70 عامًا، بالتفصيل عن تصرفات الحكومة من 1964 إلى 1982. يذكر التقرير، وفقًا لبي بي سي نيوز، أن الجيش المكسيكي «اختطفت وعذبت وقتلت المئات من المشتبه بهم من المتمردين»في تلك الفترة واتهمت الدولة المكسيكية بالإبادة الجماعية. ادعى المدعي العام المكسيكي أن التقرير كان متحيزًا بشكل مفرط ضد الجيش وأنه فشل في تفصيل الجرائم التي ارتكبها المتمردون، بما في ذلك عمليات الاختطاف والسطو على البنوك والاغتيالات.ومع ذلك، فإن الإجماع العام هو أن التقرير قيم بدقة مسؤولية الحكومة. فبدلاً من ضمان أمن المدنيين الأبرياء، وقع ضحية لهم وقتلهم على حد سواء.

## مجموعات حرب العصابات
شهد عام 1960 بداية عقد من الرعب في منطقة غيريرو حيث بدأت الدولة ببطء في التعامل مع المواطنين والفلاحين هناك بعنف أكثر من أي وقت مضى. الدولة سنت أعمال القمع على غيريرو للحفاظ على خنق العديد من حركات الإصلاح السياسي المختلفة، حيث انزعج السكان المحليون بمرور الوقت من الطريقة التي تمارس بها الحكومة سلطتها وتتدخل في حقوقهم. مع تزايد إصرار المواطنين على التحدث علنًا ضد الحكومة في الستينيات، واصل حزب الشعب الثوري زيادة تكتيكاته الإرهابية في المنطقة. بينما تم القيام بذلك لإبقاء الشعب تحت سيطرته، دفع تيار العنف المستمر العديد من رجال العصابات إلى التفكير في رفع السلاح ضد الحزب الثوري الدستوري.
تركيز مواردها على قمع الأنشطة المسلحة للمقاتلين. سيصبح الجيش سيئ السمعة بسبب تكتيكاته في قمع المتمردين في المناطق الريفية في المكسيك، حيث بدأت مثل هذه الممارسات مثل رحلات الموت. ساعدت هذه الفترة من عنف الدولة في ولاية غيريرو في إحداث العديد من منظمات حرب العصابات. كانت إحدى الجماعات هي حزب الفقراء (PDLP)، الذي تأثر بالماركسية وأشخاص مثل تشي جيفارا.تميل تلك المجموعة إلى التركيز أكثر على المناطق الريفية مثل غيريرو، حيث من المرجح أن يجدوا الدعم بين الفلاحين هناك.
أصبحت تصرفات PDLP أكثر عنفا تجاه الأغنياء بعد أحداث مثل مذبحة أتوياك عام 1967، حيث حاول قادة مثل لوسيو كابانياس استخدام غضب الفلاحين لإحداث ثورة حقيقية.مع استمرار الستينيات والسبعينيات من القرن الماضي، كان الحزب الديمقراطي التقدمي الاشتراكي يكتسب الاهتمام في جميع أنحاء البلاد لأفعال مثل خطفه لروبن فيغيروا الذي كان قائدًا بارزًا في الحزب الثوري الدستوري. على الرغم من أن هذا الفعل ألهم أولئك الذين ضايقتهم الحكومة، فقد كان هذا أيضًا بمثابة تراجع للمنظمة حيث بدأت الحكومة في التركيز أكثر على إخراج هذه المجموعة من العصابات. في النهاية وجد الجيش وقتل كابانياس في 2 ديسمبر 1974 في محاولة للتسبب في تحطم حركته.مدرس آخر تحول إلى ثوري، هو جينارو فاسكويز روخاس، الذي أسس الرابطة الوطنية الثورية المدنية (ACNR) كرد فعل لأعمال الحكومة في غيريرو. ظهر هذان الزعيمان وحركتهما كمرحلة مسلحة من هذا النضال الاجتماعي ضد حكومة فاسدة، والتي ستستمر لفترة طويلة بعد وفاة القادة.

## التعذيب
كان التعذيب أحد الأدوات الكثيرة التي استخدمتها الدولة التي تديرها جمهورية تنزانيا المتحدة في مسعاه لإبقاء قمع جماعات حرب العصابات والمعارضين السياسيين. على الرغم من أن التعذيب كان غير قانوني في العديد من البلدان خلال هذا الوقت، فإن الأنظمة الاستبدادية العديدة التي نشأت من الحرب الباردة استخدمتها بشكل كبير. استخدمت الدولة المكسيكية التعذيب للحصول على معلومات من المتمردين الأسرى والمقاتلين حول الهجمات والخطط. وسيتم هذا التعذيب في أي عدد من مراكز الاعتقال السرية، حيث سيتم إرسال رجال حرب العصابات قبل وصولهم إلى سجن قانوني، بحيث تبقى أنشطة الدولة سرية من مصادر خارجية.
عادة ما يتم تعذيب سجناء حرب العصابات من الذكور والإناث في هذه المناطق. كان أكثر شيوعًا أن تتعرض النساء للاعتداء الجنسي من قبل حراسهن. هذا، بالإضافة إلى أشكال أخرى من التجاوزات الجسدية والنفسية القائمة على النوع الاجتماعي، يدفع البعض إلى الاعتقاد بأن الدولة استخدمت هذا النوع من ضبط النوع الاجتماعي لمحاولة ردع النساء عن كسر المعايير الاجتماعية والسياسية للأنظمة. أصبح احتجاز وتعذيب السجناء السياسيين أكثر انتظامًا بعد انتفاضات الطلاب في عام 1968، لأن الحكومة قررت أن الاستجابات القاسية كانت ضرورية للتعامل مع الاضطرابات.هذه المرحلة من القمع العنيف والعام للاختلاف كانت المثل العليا تشبه أنظمة حكومات المخروط الجنوبي، مثل الأرجنتين.

## ما بعد الكارثة
في حين أن الحرب القذرة في المكسيك قد انتهت منذ عدة سنوات، لا يُعرف الكثير عن حجم الضحايا الذين طالبت بهم الحرب، بسبب طبيعتها المراوغة طوال طولها. جزء من سبب هذه المشكلة هو أنه نظرًا لعدم وجود لجنة للحقيقة على نطاق واسع لإقامة العدل لمرتكبيها وإغلاقها لعائلات الضحية، لم تشهد المكسيك «لحظة بينوشيه» فيما يتعلق بالحرب. 2007 كانت هناك مشكلة أخرى هي عدم الاستجابة في أعقاب تقرير عام 2006 الذي أصدره كاريلو برييتو، والذي وثق بعض الفظائع التي ارتكبها نظام PRI. على الرغم من هذا الدليل على وجود العديد من الجرائم التي تنتهك حقوق الإنسان، فقد تم رفض قضايا الرئيس السابق إيشيفريا والعديد من مسؤولي PRI وأصبحوا رجالاً أحرارًا . إن فشل الحكومة في معالجة هذه المشكلات في الماضي كان سببًا للتوتر في في المكسيك، حيث أصبح المواطنون غير واثقين من دولة لا تعالج النظام القديم وحكم الإرهاب.